# موش کور طلایی فین‌بوس
موش کور طلایی فین‌بوس(نام علمی: Amblysomus corriae) نام یک گونه از سرده طلایی‌موش‌های آفریقای جنوبی است.